# Der Türmer (Zeitschrift)
Der Türmer. Monatsschrift für Gemüt und Geist war der Name einer  nationalkonservativen, protestantischen Kulturzeitschrift, die von 1898 bis 1943 erst in Stuttgart, dann in Berlin erschien und lange Zeit von dem baltendeutschen Schriftsteller Jeannot Emil Freiherr von Grotthuß, der in Bad Oeynhausen lebte, herausgegeben wurde. Der Name sollte auf den Türmer aus Faust II hinweisen: „Zum Sehen geboren, zum Schauen bestellt.“

## Geschichte
Die Zeitschrift suchte einen Blick auf die gesamte geistige und soziale Kultur in der Gegenwart zu geben; seit 1902 gab es daneben das Türmer-Jahrbuch. Grotthuß machte den Türmer zu einem zentralen kulturpolitischen Medium der Wilhelminischen Zeit. Von 3000 im Jahr 1899 kletterte die Auflage auf eine monatliche Stückzahl von 17.500 im Jahr 1913/14. In der Rubrik „Türmers Tagebuch“ attackierte Grotthuß Sozialdemokratie, Hofadel, Geldaristokratie und Industrie, denen er „Byzantinismus“, Klassenjustiz und „politisches Eunuchentum“ vorwarf. 1918 stand er auf Seiten der alten Ordnung gegen die Republik und wurde zum erbitterten Verfechter der Dolchstoßlegende. Als er 1920 starb, war der Türmer „auf dem besten Wege dazu, einer der stärksten und gefährlichsten Gegner des Weimarer Systems“ zu werden. Dabei orientierte Grotthuß auf die Heimatkunst-Bewegung. Sein Nachfolger wurde der Elsässer Heimatkünstler Friedrich Lienhard, der die Zeitschrift in völkische Fahrwasser lenkte. 1929 übernahm der frühe Nationalsozialist Friedrich Castelle die Herausgabe und brachte die beiden völkischen Zeitschriften Deutsche Monatshefte und Die Bergstadt mit ein. 1943 ging die Zeitschrift in Westermanns Monatsheften auf. Druck und Verlag der Zeitschrift wurden bis 1930 von Greiner und Pfeifer in Stuttgart vorgenommen, dann im nationalsozialistischen Beenken-Verlag.
Zu den Autoren des Türmers zählten u. a. Paul Burghardt, Walter Ehrenstein, Hedwig Forstreuter, Stephan Ley, Otto Rennefeld, Otto von Taube, Karl August Walther und Reinhold Zimmermann.